# Битва під Фокшанами (1653)
Би́тва під Фокша́нами сталася 22 травня 1653 року під час походу Тимоша Хмельницького на Волощину.
Після відступу військ претендента на молдавський трон Ґеорґіці до Волощини переслідуючі його козацько-молдовські війська зайняли і спалили містечко Фокшани. На околиці міста по волоському боці річки Мілков стояв досить значний волоський загін під проводом великого спатара Діку Буєску. Загін складався з найманих відділів та волоського ополчення, а також кількохсот молдован. Загальні сили Діку нараховували 9000 кінноти. 22 травня почалися сутички волохів з молдовською кіннотою авангарду військ Тимоша Хмельницького і Васіле Лупу. Під час боротьби позиції сторін по обидвох берегах річки кількаразово переходили з рук до рук. Нарешті молдавській піхоті вдалося зайняти лівий берег річки, а кіннота натомість вибила волохів з правого, що уможливило переправу козацького табору. Введення у бій козацького війська спричинило до втечі волоських загонів. Козацько-молдовські війська переслідували їх до річки Римніку-Серат. Далі військо Хмельницького і Лупу повернуло на захід, супроводжуючи свій похід плюндруванням країни.